# Tom Brislin
Tom Brislin (Trenton, 6 ottobre 1968) è un tastierista, cantante e pianista statunitense, noto come membro delle rock band Spiraling, Yes e Kansas.
È considerato uno dei migliori tastieristi rock progressivo/progressive metal della sua generazione; insieme a Derek Sherinian, Michael Pinnella, Per Wiberg e Günter Werno, è fra i più citati dalle riviste specializzate di settore.

## Biografia
Nato a Trenton, è cresciuto a Somerville ed è il più giovane di cinque figli. La sua famiglia è sempre stata appassionata di musica. I suoi fratelli lo hanno introdotto alla musica, ad esempio facendogli conoscere rock band degli anni '70 come Foreigner e Yes. Iniziò nel 1978 a studiare pianoforte, traendo ispirazione da artisti new wave come The Police, XTC e The Boomtown Rats ma anche a tastieristi rock progressivo come Keith Emerson e Herbie Hancock. Intorno ai 13 anni maturò la sua aspirazione a diventare un musicista professionista.
Nel 1988 si è diplomato alla Immaculata High School di Somerville,  ed è stato inserita nella Hall of Fame della scuola nel 2016. 
Ha continuato a studiare pianoforte classico e jazz alla William Paterson University sotto la guida di noti maestri quali Harold Mabern, Rufus Reid e Pete Malinverni. Durante questo periodo, Brislin si è esibito in una varietà di luoghi e stili, che spaziano dal pianoforte solista ai quartetti jazz, alla musica sacra.

## Carriera
La formazione degli Spiraling comprende, oltre a Brislin, Paul Wells (batteria), Marty O'Kane (chitarra) e Bob Hart (basso). Il gruppo ha realizzato un album molto apprezzato dalla critica e molto trasmesso dalle emittenti radio americane, Trasmitter, (2002) distribuito dall'etichetta Not Lame Records e di cui Brislin è stato anche produttore e ingegnere del suono.
Nel 2004 viene pubblicato un EP, Challenging Stage (2004).
Nei concerti vengono eseguiti brani da Trasmitter, da Challenging Stage e dal loro prossimo album. Hanno partecipato alla manifestazione progressive CalProg (edizione del 2005), e la loro esibizione è disposibile su CalProg 2005 - The Authorized Bootleg; include, tra l'altro, le cover dei brani Sound Chaser degli Yes e The Knife dei Genesis. Sono stati in tour con le band come OK Go, They Might Be Giants, Violent Femmes e Rooney.
Nel 2000 entra negli Yes, in sostituzione di Igor Khoroshev, e vi rimane fino al 2003, quando deve lasciare il posto al tastierista storico Rick Wakeman; con questa band incide due album..Questa esperienza ha contribuito a trasformarlo in una sorta di leggenda del mondo del rock progressivo, per il modo in cui ha saputo riprodurre fedelmente parti di tastiera molto complesse.
Nel 2018 entra nei Kansas, dove si dimostra in grado di suonare brani di notevole difficoltà, riproponendo le parti eseguite da Steve Walsh. Con la band statunitense esordisce discograficamente nel 2020, incidendo l'album The Absence of Presence.
Il Kansas ha ripreso il programma dei tour dell'era COVID il 30 luglio 2021 a Maumee, in Ohio. Il loro spettacolo a Woodstock il 7 agosto 2021, ha raggiunto la centesima esibizione dal vivo come membro del gruppo.

## Collaborazioni
Prima di fondare gli Spiraling, Brislin ha suonato come musicista di sessione con artisti di grande fama, tra cui Camel, Renaissance e Meat Loaf.

## Québec

### Con i Kansas
- 2020 - The Absence of Presence

### Con gli Yes
- 2002 - Symphonic Live
- 2003 - Magnification

### Con The Sea Within
- 2018 - The Sea Within

### Con gli Spiraling
- 1993 - You Were Spiraling
- 1997 - The Hello CD
- 1999 - Delusions of Grandeur
- 2002 - Transmitter
- 2008 - Time Travel Made Easy

### Con i The Syn
- 2009 - Big Sky
- 2016 - Trustworks

### Renaissance
- 2010 - The Mystic and The Muse

### Solista
- 2012 - Hurry Up and Smell the Roses

### Collaborazioni
- 1998 - Meat Loaf - The Very Best of Meat Loaf
- 2004 - Glen Burtnik - Welcome To Hollywood
- 2005 - Camel - Footage II
- 2005 - Tony Senatore - Holyland
- 2008 -  Joshua Van Ness - DNA
- 2009 - It Bites - The Tall Ship
- 2010 -  The Tea Club - Rabbit
- 2010 - Camel - The Opening Farewell
- 2011 - Josh Kelley - Georgia Clay